# Rico Steinmann
Richard ("Rico") Steinmann (Karl-Marx-Stadt, 26 december 1967) is een voormalig Duits voetballer die achtereenvolgens voor FC Karl-Marx-Stadt, 1. FC Köln en FC Twente speelde. Zijn positie was rechts op het middenveld.

## Clubcarrière
Steinmann werd geboren in Karl-Marx-Stadt, het huidige Chemnitz en groeide op in de DDR. Vanaf 1985 speelde hij op het hoogste niveau voor FC Karl-Marx-Stadt. Na de Duitse hereniging in 1990 veranderde deze club de naam in Chemnitzer FC. Steinmann tekende in 1991 een contract bij het West-Duitse 1. FC Köln. Voor deze club kwam hij zes seizoenen in de Bundesliga uit.
Nadat Steinmann bij Köln op een zijspoor belandde, vertrok hij in 1997 transfervrij naar FC Twente. Hier werd hij herenigd met Hans Meyer, die eerder bij Chemnitzer zijn trainer was. In twee seizoenen kwam hij in 46 wedstrijden tot drie doelpunten. Door een achillespeesblessure kwam hij in zijn derde seizoen in Enschede niet meer aan spelen toe. Hij beëindigde vervolgens zijn profloopbaan. In 2002 verhuisde hij terug naar Chemnitz, waar hij technisch directeur werd van de inmiddels in de Regionalliga Nord uitkomende Chemnitzer FC. Na een conflict met andere bestuursleden legde hij deze functie in 2004 neer.

## Interlandcarrière
Steinmann speelde tussen 1987 en 1990 in totaal 23 interlands voor het voetbalelftal van de Duitse Democratische Republiek. Voor het verenigde Duitsland kwam hij geen enkele keer uit. Hij maakte zijn debuut op 13 mei 1987 in de vriendschappelijke thuiswedstrijd tegen Tsjechoslowakije (2-0).
| Interlanddoelpunten | Interlanddoelpunten | Interlanddoelpunten | Interlanddoelpunten                       | Interlanddoelpunten | Interlanddoelpunten | Interlanddoelpunten | Interlanddoelpunten |
| #                   | Datum               | Locatie             | Wedstrijd                                 | Goal(s)             | Score               | Uitslag             | Wedstrijd           |
| ------------------- | ------------------- | ------------------- | ----------------------------------------- | ------------------- | ------------------- | ------------------- | ------------------- |
| 1                   | 25/10/1989          | Valletta            | Malta – Duitse Democratische Republiek    | 73' (pen.)          | 0 – 3               | 0 – 4               | Oefeninterland      |
| 2                   | 25/10/1989          | Valletta            | Malta – Duitse Democratische Republiek    | 86'                 | 0 – 4               | 0 – 4               | Oefeninterland      |
| 3                   | 13/05/1990          | Rio de Janeiro      | Brazilië – Duitse Democratische Republiek | 90'                 | 3 – 3               | 3 – 3               | Oefeninterland      |

## Trivia
- Michael Ballack, verklaarde in een interview dat Steinmann zijn voorbeeld was in zijn jeugd.[1]